# Marina Munćan
Marina Munćan (in serbo Марина Мунћан?; Pančevo, 6 novembre 1982) è un'ex mezzofondista serba specializzata nei 1500 metri piani.

## Palmarès
| Anno                                        | Manifestazione          | Sede       | Evento       | Risultato  | Prestazione | Note             |
| ------------------------------------------- | ----------------------- | ---------- | ------------ | ---------- | ----------- | ---------------- |
| In rappresentanza della Jugoslavia          |                         |            |              |            |             |                  |
| 1999                                        | Mondiali allievi        | Bydgoszcz  | 3000 m piani | 13ª        | 9'27"44     |                  |
| 1999                                        | Europei juniores        | Riga       | 3000 m piani | 13ª        | 9'38"22     |                  |
| 2001                                        | Europei juniores        | Grosseto   | 1500 m piani | Finale     | dnf         |                  |
| 2001                                        | Europei juniores        | Grosseto   | 3000 m piani | 6ª         | 9'17"71     |                  |
| In rappresentanza della Serbia e Montenegro |                         |            |              |            |             |                  |
| 2003                                        | Europei under 23        | Bydgoszcz  | 1500 m piani | 7ª         | 4'15"32     |                  |
| 2005                                        | Giochi del Mediterraneo | Almería    | 800 m piani  | Batteria   | dnf         |                  |
| 2005                                        | Giochi del Mediterraneo | Almería    | 1500 m piani | 9ª         | 4'15"56     |                  |
| In rappresentanza della Serbia              |                         |            |              |            |             |                  |
| 2007                                        | Europei indoor          | Birmingham | 1500 m piani | 9ª         | 4'14"60     |                  |
| 2007                                        | Universiadi             | Bangkok    | 1500 m piani | 5ª         | 4'12"56     |                  |
| 2007                                        | Mondiali                | Osaka      | 1500 m piani | Semifinale | 4'08"02     | Record nazionale |
| 2009                                        | Europei indoor          | Torino     | 1500 m piani | 7ª         | 4'20"01     |                  |
| 2009                                        | Universiadi             | Belgrado   | 1500 m piani | Oro        | 4'15"53     |                  |
| 2009                                        | Mondiali                | Berlino    | 1500 m piani | Batteria   | 4'15"18     |                  |
| 2010                                        | Europei                 | Barcellona | 1500 m piani | Batteria   | 4'19"32     |                  |
| 2011                                        | Europei indoor          | Parigi     | 1500 m piani | Batteria   | 4'18"09     |                  |
| 2012                                        | Europei                 | Helsinki   | 1500 m piani | 7ª         | 4'15"63     |                  |
| 2012                                        | Giochi Olimpici         | Londra     | 1500 m piani | Batteria   | 4'11"25     |                  |